# Crieff
Crieff – miasto w środkowej Szkocji, w jednostce administracyjnej Perth and Kinross, historycznie w hrabstwie Perthshire, położone w dolinie Strathearn, nad ujściem rzeki Turret do Earn, u podnóża wzgórza Knock of Crieff. W 2011 roku liczyło 7368 mieszkańców.
W XVII i XVIII wieku odbywał się tu jeden z największych w Szkocji targów bydła, na który sprowadzano zwierzęta ze znacznej części regionu Highlands. Utracił na znaczeniu wraz z otwarciem targu w Falkirk. W XIX wieku miejscowość była ośrodkiem przemysłu alkoholowego i włókienniczego. Rozwinęła się również jako ośrodek turystyki; w 1868 roku otwarty został hotel i zakład hydroterapetyczny Crieff Hydro. Nieopodal miasta znajduje się destylarnia whisky Glenturret, działająca co najmniej od 1763 roku, uznawana za najstarszą czynną destylarnię w Szkocji.